# 新巴镇
新巴镇，是中华人民共和国贵州省黔南布依族苗族自治州贵定县下辖的一个乡镇级行政单位。

## 行政区划
新巴镇下辖以下地区：
新巴社区、乐邦村、新华村、幸福村和谷兵村。